# 地球はプレイン・ヨーグルト
『地球はプレイン・ヨーグルト』（ちきゅうはプレイン・ヨーグルト）は梶尾真治による短編SF小説。『S-Fマガジン』（早川書房）1978年7月号に掲載された。また、表題作とする短編集もハヤカワ文庫JAから発売されており、これが梶尾の処女出版となる。1979年、第10回星雲賞日本短編作品部門を受賞。
味覚によって他者とコミュニケーションを行う宇宙人（地球外知的生命体）とのファーストコンタクトを描く。タイトルはその宇宙人にとって地球を表す「言語（味）」がプレイン・ヨーグルトだったことに由来する。

## あらすじ
ある日、UFOが墜落し、その中から2人のタコのような宇宙人が回収される。1人は生きていたが、もう1人は死んでいたようだった。
その宇宙人は、他者とのコミュニケーションを味覚によって行っていた。互いが放出する粘液の質を変化させ、それを十本の触手の先にある味蕾で理解し話し合うことでコミュニケーションをとっていたのだった。
宇宙人と対話を行うためにさまざまな料理人が集められた。また、日本のフィクサーとも言われ、地球上の全ての美食を堪能したとも言われる美食家・奇食家の老人も呼び寄せられた。老人が宇宙人の「言語（味）」を味わい、その味に対応する料理を告げる、それと共に意味を言語学者が分析しデータベース化することで言語辞書が作成されていった。地球側の質問に対応する「味」の料理を料理人たちが用意し、宇宙人に提供する形で会見は進んでいった。
地球側の究極の目的はUFOのエネルギー源の解明だった。ところが会見が進むうちに宇宙人は配偶者といっしょに旅行していた一般人に過ぎず、UFOの構造、動力源、エネルギー源に対する知識はまったくなかったことがわかる。その宇宙人が言うところの「掌の肉のステーキの味」が意味するエネルギーが何なのか、地球上に存在するのか否かも、まったくわからずにいた。
宇宙人は配偶者の安否を気にしていた。宇宙人は一度死亡しても外傷さえなければ生き返るというのだ。ところが、これに役人たちは蒼ざめる。配偶者は死亡したものと判断し、司法解剖を行ってしまっていたのだった。
これ以上、得られる情報は無いと配偶者の死亡を宇宙人に告げるが、解剖を担当した役人が「次は自分を宇宙人に食べさせる気か」と乱心。近くのものを手当たり次第に投げつけ始めた。ラー油とタバスコの瓶が宇宙人に飛んで行き、その味蕾に中身が降りかった。すると、宇宙人は激しい反応を引き起こすと共に、激しく「言語（味）」を分泌しはじめた。宇宙人にとってラー油とタバスコの複合味は「最高に性的なニュアンスの求愛」を意味したのだ。配偶者の死を告げた直後にエロチックな求愛をする地球人（宇宙人から見ればグロテスクな異種族）たちを、宇宙人は罵り、呪いを意味する「言語（味）」をまき散らす。その味を口にした老人は、今までに体験したことの無い美味に狂喜した。
事件は闇に葬り去られ、宇宙人は老人に私物として引き取られ、地下に幽閉された。料理人がときどき老人に呼び出され、老人と宇宙人の対話をするために「言語（味）」を調理する。それは全て宇宙人にとってはエロチックで卑猥な意味ばかりだった。それに反発し、宇宙人は罵り、呪いを意味する「言語（味）」をまき散らす。それを老人は恍惚の表情で味わい続けるのだった。

## 書誌情報

### 収録短編集
地球はプレイン・ヨーグルト
1979年、ハヤカワ文庫JA（早川書房）、全国書誌番号:79021070
1. フランケンシュタインの方程式
2. 美亜へ贈る真珠
3. 清太郎出初式
4. 時空連続下半身
5. 詩帆が去る夏
6. さびしい奇術師
7. 地球はプレイン・ヨーグルト

地球はプレイン・ヨーグルト
1984年、ハヤカワ文庫JA（早川書房）、ISBN 415030114X
装画 横山えいじ 上記ハヤカワ文庫JAの再刊
フランケンシュタインの方程式 梶尾真治短篇傑作選 ドタバタ篇
2003年、ハヤカワ文庫JA（早川書房）、ISBN 4-15-030737-7
装画 唐沢なをき、解説 草上仁
1. フランケンシュタインの方程式
2. 干し若
3. 宇宙船〈仰天〉号の冒険
4. 泣き婆伝説
5. ノストラダムス病原体
6. 地球はプレイン・ヨーグルト

### 収録アンソロジー
破局のおすすめ ： 新「宇宙塵」SF傑作選1
1987年、河出文庫、柴野拓美編、ISBN 4-309-40206-2